# Гноенец
Гноенец (укр. Гноєнець) — река в Яворовском районе Львовской области, Украина Левый приток реки Шкло (бассейн Вислы).
Берёт начало между пологими холмами Санской-Днестровской водораздельной равнины, на западных склонах Главного европейского водораздела. Река образуется слиянием нескольких ручьёв возле леса под названием Запуст юго-восточнее села Лесновичи. Течёт преимущественно на северо-запад. Впадает в Шкло восточнее города Яворов.
Длина реки 19 км, площадь бассейна 114 км². Русло слабо извилистое, во многих местах канализированное. Пойма достаточно заболочена. Построено несколько прудов, самый большой из которых расположен восточнее села Терновица. Севернее Терновицы река впадает в Яворовский карьер, вытекает из его западной части и дальше течёт на запад.